# 太平寺の戦い
太平寺の戦い（たいへいじのたたかい）は天文11年（1542年）3月17日、現在の大阪府柏原市太平寺周辺で行われた戦いで、10年間畿内で権勢をふるっていた木沢長政が三好長慶、遊佐長教らに討ち取られた。

## 開戦の経緯
飯盛城の戦いで父・三好元長を討たれた三好長慶は、その命を下した細川晴元を仇敵と思っていたが、天文8年（1539年）6月、その時期が到来したと思ったのか阿波の細川持隆（氏之）と示し合わせて晴元打倒の軍を挙げた。これに驚いたのが近江守護六角定頼で、室町幕府に対策を要請、この報を聞いた12代将軍足利義晴は六角定頼と木沢長政に調停を命じる一方で、自身も長慶と晴元にそれぞれ内書を送り自重を求めた。
しかしこれを無視する形で同年6月半ば、三好軍は摂津島上周辺まで出軍し、先鋒隊は西岡向神社まで兵を進めた。これに対し晴元は三好政長に出軍を命じ、西ノ京に兵をすすめ、晴元自身も一隊を率いて同年7月25日、山崎城に出軍した。両軍は摂津・山城の国境で対峙し合戦の様相になったが、六角定頼や室町幕府政所代蜷川親俊らの仲介で両軍撤退に同意し、その条件として三好軍は芥川山城を明け渡し、8月14日に越水城に入城した。この時の講和の条件として長慶には越水城を与えられ摂津半国守護代となった。
三好長慶はこの時わずか17歳。「器量と軍事的才幹は、早くも深淵の蛟竜（こうりゅう）ぶりをのぞかしていた」と評価されている。
一方、仲介に奔走した木沢長政は、河内北半国守護代と畿内最要地である信貴山城を与えられた。大和の国人衆を味方にしていた長政は、天文10年（1541年）7月に笠置城を修築して居城とした。また晴元や長慶は自分の力で和睦させ、その後､同年8月、高屋城で畠山長経を殺してしまった。
晴元と一旦和睦した長慶は、晴元の命により三好政長、池田信正（池田城主）、波多野秀忠（八上城主）らと共に塩川国満の居城一庫城を8月12日に攻城した。細川高国は大物崩れで晴元に討ち取られた元管領で、残党の高国勢を一掃したいとの想いがあったようである。しかし、塩川国満の姻戚になる伊丹親興（伊丹城主）や三宅国村（三宅城主）らが同年9月29日に将軍足利義晴にこの攻城戦の不法性を訴える一方、木沢長政に援軍を要請、山城、大和、河内の大軍を率いて三好軍を後巻にしようとした。しかし、この動きを察知した三好軍は同年10月12日越水城に帰城した。
この時の詳しい戦いの様子は一庫城の戦いも参照。
これを追って木沢軍は越水城を攻囲する一方、その前日の10月11日に義晴の前に進み出て、京都御警固を仰せつけられたいと申し出た。しかし、笠置城の築城、畠山長経の弑殺、一庫城の戦いなど裁可を無視した長政の専横に嫌悪感をもっていた室町幕府は、10月29日に管領晴元が北岩倉に、翌10月30日には将軍義晴が慈照寺に退き、その後白川口より近江坂本に逃れて行った。警護すべく将軍がいなくなったために長政は河内に引き上げていった。
北岩倉に退いた晴元は11月18日に義晴に請い伊賀守護仁木氏に御内書を送付し、笠置城を攻城するように命じた。命をうけた仁木某は11月下旬、伊賀、甲賀の忍者部隊70～80人で笠置城に忍び込み、城郭の一部を焼討ちしたが、その2日後逆に撃退されてしまった。「この時の戦闘は、記録上に忍者部隊の活動が認められる最古のもの」とされている。
その後南河内守護代遊佐長教と晴元は、義晴に再び請うて畠山稙長に畠山政国（または畠山弥九郎）討伐の御内書を送るよう請願し、石山本願寺の証如宛てに木沢長政に味方しないよう要請する書簡をそれぞれ送った。

準備が整った晴元は、長政を討伐するべく自身が兵を挙げ、同年12月8日北岩倉を出軍し芥川山城に入城し、三好衆を集結させた。これに木沢軍も即応し、笠置城を出立し木津川を下り山城井出あたりに布陣した。両軍は木津川、淀川を挟み対峙したまま越年した。もう一方の同盟者である遊佐長教は紀伊の国人衆の懐柔が進みつつあり、根来寺、高野寺、粉河寺の僧兵まで動員させ、晴元勢であった和泉上半国守護細川元常は、翌天文11年（1542年）2月に帰国し兵を集め変事に備え始めた。

## 戦いの状況
同年3月8日、遊佐長教も行動を起こした。畠山政国の被官であった斎藤山城守父子を暗殺し畠山稙長への帰属を明確にした。これに驚いた政国は同年3月10日身辺に危険を及ぶのを恐れ、高屋城を抜け出し信貴山城に逃亡した。3月13日、稙長は紀州兵約10000を随え8年ぶりに帰城した。
稙長に10000もの兵を動員できる能力など残っていないと思っていた長政は、すぐさま陣を引き払い大和、山城の兵を率い、信貴山城より堅固の二上山城に入城した。高屋城からは南東側に位置する。また二上山城と信貴山城は大和川を挟んで向かい合う位置にあり、政国は信貴山城から、長政は二条山城から高屋城を挟撃できる体制を整えたと思われている。これに対応するため晴元は三好勢に救援に向かうように命じ、芥川山城を出立、高野街道を南下していった。
同年3月17日高屋城から出立した先発隊と、二上山城から高屋城に向かっていた偵察隊が激突した。この状況をみていた長政は自軍が不利と判断し、二上山城に3000の兵を残し、残り約7000兵を前線に投入した。両軍は高野街道から飯盛山方面へ北進し、落合川の上畠という場所で白兵戦となった。わざわざ北進したのは信貴山城にいる政国の増援軍を期待しての行動だと思われている。戦闘は申の刻（午後3時頃）より開始し半時（1時間）が経過した頃、政国の援軍が駆け付けてきたと長政は思ったが、援軍に駆け付けたのは三好勢であった。

側面を突かれた木沢軍は崩れ始めた。自軍の崩壊を認識した長政は飯盛山城に退却するように全軍に命じた。飯盛山城には長政の君主である畠山在氏がおり、庇護を求めるためと思われている。しかし、遊佐軍、三好軍の追撃により長政は討ち取られた。首級を挙げたのは遊佐長教の被官小嶋某とい人物であった。

## 戦後の影響
戦後半国守護は取り止めになり、畠山稙長が河内国守護を任官され、三好長慶方であった芥川孫十郎に芥川山城が与えられた。この戦いによりこの10年間畿内で権勢をふるっていた木沢勢は没落し、若い長慶の力が一段と強まった。その後、舎利寺の戦いへと続いていく。

## 補説

石神社境内にある智識寺東塔の礎石

長政が最後に討ち取られた場所は、大和川の北岸、高野街道沿いにある太平寺付近であったと思われており、その地名をとって「太平寺の戦い」と呼ばれている。

太平寺は現在廃寺となっている。古来この周辺には智識寺、山下寺、大里寺、三宅寺、家原寺の六寺があり、それらを総称して河内六寺と呼ばれていた。その六寺の中の智識寺には大規模な廬舎那仏があり、それをみた聖武天皇が奈良の大仏を造るきっかけとなったと柏原市教育委員会では解説している。出土物から飛鳥時代末期から創建され室町時代には廃絶していたようで、この太平寺の戦い時は地名のみ残っていたと考えられている。現在、太平寺周辺には石神社がある。

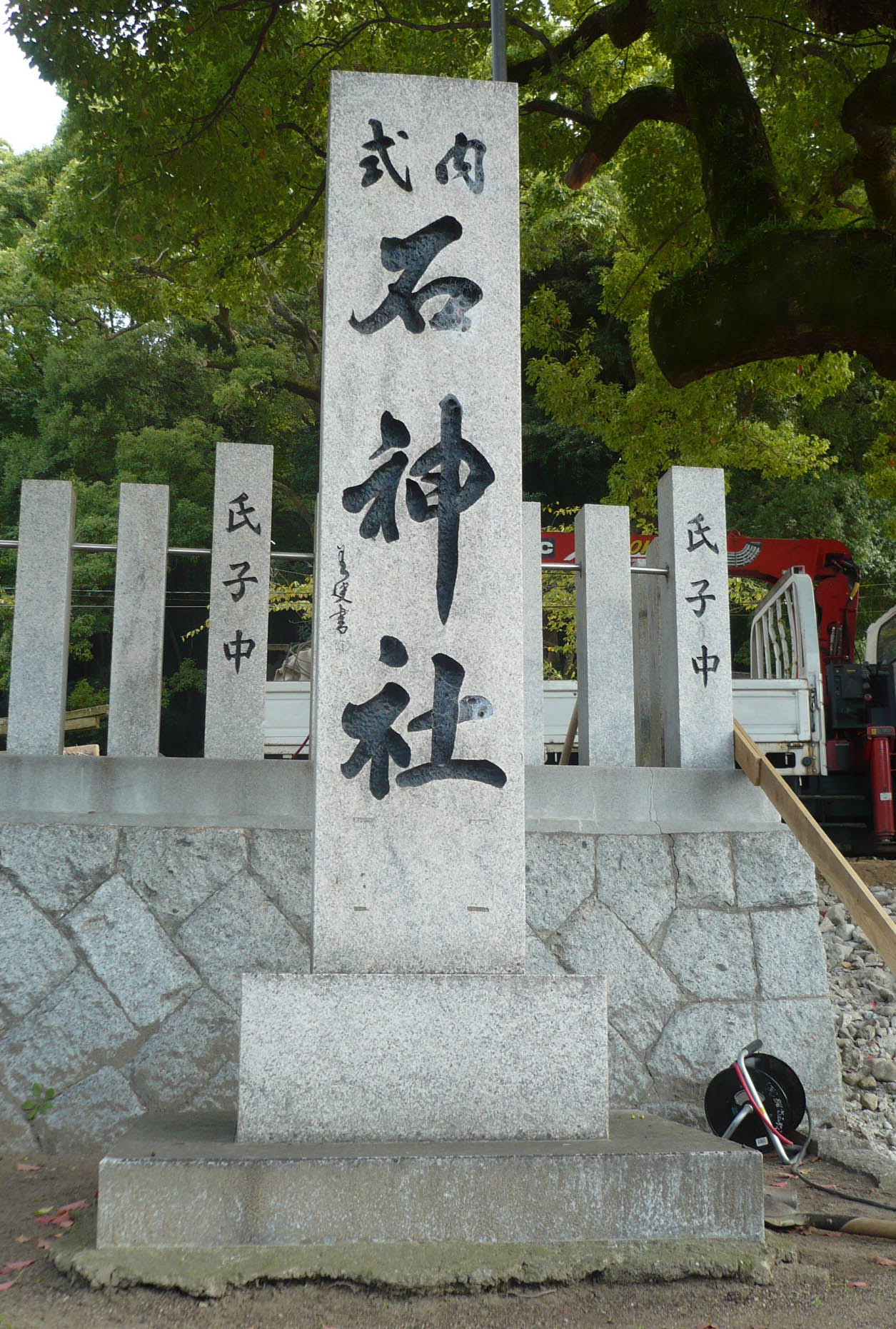
石神社の石標